# Rotten Sound
Rotten Sound es una banda finlandesa de Grindcore formada en 1993. Su música recibe influencias que van desde Napalm Death hasta Extreme Noise Terror o Nasum, y bandas punk como Destroy, orientando sus letras hacia temas eminentemente sociales y políticos como racismo, conformidad, consumismo, discriminación o pobreza.
Desde la desaparición de Nasum en 2004, Rotten Sound parecen haber tomado el testigo como una de las bandas punteras en la escena grindcore, con discos de gran éxito como Murderworks (2002) o Exit (2005) entre otros. Destacan, no solo por su brutalidad, sino también por su destreza como músicos (especialmente la del exbatería Kai Hahto, quien abandonó el grupo para unirse a la banda finlandesa Wintersun).
Algunos de sus miembros militaron al principio en la banda de crustcore punk Epäjärjestis.

## Historia

### Formación,Under PressureyDrain(1993–2000)
Rotten Sound fue fundada en 1993 por el guitarrista Mika Aalto en Vaasa, Finlandia. La banda comenzó a grabar en 1994 y poco después lanzaron el sencillo Sick Bastard a través de Genet Records. Los lanzamientos subsecuentes (los cuales pasaron casi desapercibidos), incluyen a los sencillos y EP Psychotic Veterinarian (lanzado en 1996 a través de SOA Records), Loosin' Face (lanzado en 1996 a través de Anomie) y Splitted Alive (lanzado en 1997 a través de IDS).
El primer lanzamiento oficial de Rotten Sound, titulado Under Pressure, salió a la venta en 1998 a través de Repulse Records (una disquera española), el cual fue seguido por Drain (de igual manera con Repulse) en 1999. Este álbum fue el debut en la banda de su segundo guitarrista, Juha Ylikoski. A principios del 2000, la banda firmó con la disquera norteamericana Necropolis Records para lanzar el EP Still Psycho, el cual incluye un cover de Carcass, "Reek of Putrefaction". Paul Kott de Allmusic elogió el álbum diciendo: «Rotten Sound hizo un excelente trabajo y a pesar de que la producción de audio deja un poco que desear, vale la pena escuchar el producto final, en especial para todos los fans del death metal antaño y del grindcore moderno. Los segmentos de vídeo son excelentes, con una fantástica grabación del audio en vivo, múltiples ángulos de cámara y ediciones de alta calidad». La banda salió de gira por Europa para promocionar el álbum, junto con algunos compañeros de discográfica como Hateplow, In Aeturnum y Malevolent Creation.

### MurderworksyExit(2001–2005)
Rotten Sound lanzó su segundo álbum en el 2002, Murderworks. El crítico de Allmusic Alex Henderson mencionó que «el lanzamiento de este año no da la oportunidad de respirar a todo aquel que lo escuche; desde el principio hasta el fin...». Para promocionar el álbum, la banda encabezó una gira por Europa titulada Murdering Europe, con el apoyo de algunas bandas checas como Fleshless y Lykathea Aflame. y en junio del 2003, continuaron la gira con Europa al lado de Hateplow y Debauchery. En mayo del 2004, Rotten Sound formó equipo con Circle of Dead Children, Phobia y Strong Intention para la gira por Estados Unidos, titulada Grind the East Coast. El cuarto álbum de la banda, Exit, fue grabado en los estudios Soundlab en Örebro, Suecia con el ingeniero Mieszko Talarczyk y masterizado en el Cutting Room. Poco después del lanzamiento, el álbum se posicionó en el #22 de la lista de álbumes finlandeses. En marzo del 2005, la banda encabezó una gira por escandinavia al lado de Disfear.

## Miembros actuales
- Keijo Niinimaa - vocalista
- Mika Aalto - guitarras
- Kristian Toivainen - bajo
- Sami Latva - batería

### Miembros pasados
- Kai Hahto - batería
- Juha Ylikoski - guitarras
- Pekka Ranta - bajo
- Mika Häkki - bajo
- Toni Pihlaja - bajo
- Ville Väisänen - batería
- Masa Kovero - bajo

## Discografía

### Álbumes
- 1997 - Under Pressure (Repulse Records/Revenge Productions)
- 1999 - Drain (Repulse Records/S.O.A. Records)
- 2002 - Murderworks (Autopsy Stench Records/Necropolis Records/Century Media Records/Relapse Records)
- 2003 - From Crust 'Til Grind (Century Media Records)
- 2004 - Murderlive (Spinefarm Records)
- 2005 - Exit (Spinefarm Records/No Tolerance Records/Willowtip Records)
- 2008 - Cycles (Spinefarm Records)
- 2011 - Cursed (Relapse Records)

### EP
- 1994 - Sick Bastard (Genet Records)
- 1995 - Psychotic Veterinarian (S.O.A. Records)
- 1996 - Loosin' Face (Anomie Records)
- 2000 - Still Psycho (Necropolis Records/Merciless Records)
- 2006 - Consume to Contaminate (Spinefarm Records/Power-It-Up Records)
- 2008 - The Rotten Sound (Spinefarm Records)
- 2010 - Napalm (Relapse Records)
- 2011 - Curses (Fullsteam Records)
- 2013 - Species at War (Season of Mist)

### Compartidos/Splits
- 1996 - Cooperation… Sure, Competition… Never Slit con Dischord
- 1997 - Spitted Alive Split con Control Mechanism (I.D.S. Records)
- 2001 - 8 Hours of Lobotomy Split con Unholy Grave (M.C.R. Records)
- 2002 - Seeds of Hate Split con Mastic Scum (Cudgel Agency)